# Kanie Iławeckie
Kanie Iławeckie (deutsch Salwarschienen, bis 1916 Sallwarschienen) ist ein Ort in der polnischen Woiwodschaft Ermland-Masuren und gehört zur Landgemeinde Górowo Iławeckie (Landsberg) im Powiat Bartoszycki (Kreis Bartenstein), bis 1945 zum Kreis Preußisch Eylau in Ostpreußen.

## Geographische Lage
Kanie Iławeckie liegt im Nordwesten der Woiwodschaft Ermland-Masuren, jeweils 19 Kilometer südwestlich der einstigen und heute auf russischem Staatsgebiet gelegenen Kreisstadt Preußisch Eylau (russisch Bagrationowsk) bzw. der jetzigen Kreismetropole Bartoszyce (deutsch Bartenstein).

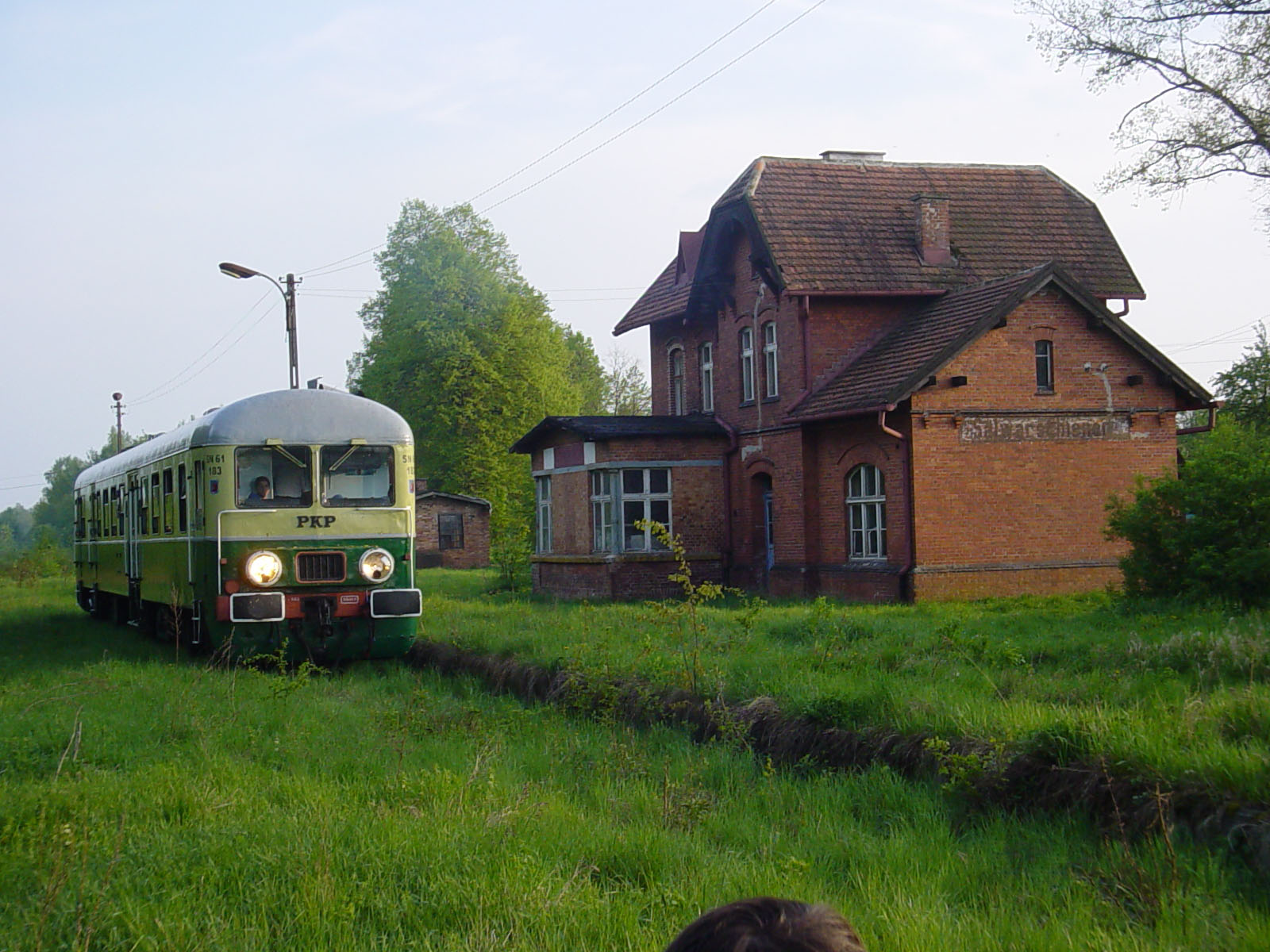
Ehemaliger Bahnhof Kanie Iławeckie

## Geschichte
Um 1380 wurde das Gutsdorf Seremelauken gegründet und nach 1381 Salwarschinnen, nach 1756 Sallwawarschennen, nach 1762 Salvawarschinen, nach 1774 Salwawarschienen, nach 1785 Salwawarschinnen, nach 1792 Salwarschinen, nach 1820 Sallwarschienen und nach 1916 Salwarschienen genannt.
Salwarschienen hat zahlreiche wechselnde Besitzer gehabt. 1820 hieß der Besitzer Preuß, der jedoch das Gut nicht halten konnte. Es kam zur Versteigerung mit einer gerichtlichen Taxe von 3.410 Talern, bei der es Heinrich Nikutowski erwarb. 1836 kauft Alfred Gustav Friedrich von Domhardt das Gut für Elisabeth Zimmer, die fortan mit ihren fünf Kindern wohl bis 1862 auf Sallwarschienen lebte.
Im Jahre 1874 wurde der Gutsbezirk Sallwarschienen in den neu errichteten Amtsbezirk Nerfken (polnisch Nerwiki) im ostpreußischen Kreis Preußisch Eylau aufgenommen. Am 28. Februar wurde das Vorwerk Elisenhof (polnisch Lisiak) des Gutsbezirks Sieslack (polnisch Piaseczno) nach Sallwarschienen eingegliedert. 1890 gelangt das Gut Sallwarschienen in den Besitz von Louis von Hatten, der nach dem Ersten Weltkrieg auch Amtsvorsteher des Amtsbezirks Nerfken war. 141 Einwohner zählte Sallwarschienen im Jahre 1910.
Am 20. Juni 1916 änderte sich die Schreibweise des Ortsnamens: Sallwarschienen wurde in „Salwarschienen“ umbenannt. Aufgrund des Zusammenschlusses der Gutsbezirke Salwarschienen, Schönwiese (polnisch Żuławy) und Sieslack (polnisch Piaseczno) zur neuen Landgemeinde Sieslack verlor Salwarschienen am 30. September 1928 seine Eigenständigkeit. 1939 ging das Gut Salwarschienen von Louis von Hatten an seine Tochter und den Schwiegersohn Hans Wolf von Heyden auf Sieslack über.
Am 2. Februar 1945 erfolgte die Besetzung Salwarschienens ohne Kämpfe durch Truppen der Roten Armee. Mit dem gesamten südlichen Ostpreußen wurde Salwarschienen an Polen abgetreten. Das Dorf erhielt die polnische Namensform „Kanie Iławeckie“ und ist heute eine Ortschaft im Verbund der Gmina Górowo Iławeckie (Landgemeinde Landsberg) im Powiat Bartoszycki (Kreis Bartenstein), von 1975 bis 1998 der Woiwodschaft Olsztyn, seither der Woiwodschaft Ermland-Masuren zugehörig.

## Religion
Bis 1945 war Salwarschienen in das Kirchspiel der evangelischen Kirche Petershagen (polnisch Pieszkowo) in der Kirchenprovinz Ostpreußen der Kirche der Altpreußischen Union eingepfarrt. Jetzt gehört Kanie Iławeckie zur gleichen Kirche, die aber nun als St.-Maria-Magdalenen-Kirche dem römisch-katholischen Erzbistum Ermland zugeordnet ist.

## Verkehr

### Straße
Kanie Iławeckie liegt an einer Nebenstraße, die die Woiwodschaftsstraße 512 bei Spytajny (Spittehnen) mit der Woiwodschaftsstraße 511 bei Pieszkowo (Petershagen) verbindet.

### Schienen
1899 wurde Sallwarschienen Bahnstation. Bis 1916 hieß sie Sallwarschienen, danach bis 1945 Salwarschienen, von 1945 bis 1947 Zelwarsin und nach 1947 Kanie Iławeckie. Das im Jahr 1899 erbaute Stationsgebäude ist noch erhalten. Es lag an der Bahnstrecke Königsberg (Preußen)–Zinten–Heilsberg–Rothfließ (–Niedersee), die bis 1992 lediglich als Bahnstrecke Czerwonka–Kornewo bis Sągnity (Sangnitten) befahren wurde. Danach wurde sie stillgelegt und 2017 endgültig geschlossen. Seitdem steht das Bahnhofsgebäude in Kanie Iławeckie leer.

## Persönlichkeit des Ortes
- Arthur Nikutowski (* 9. Januar 1830 in Sallwarschienen), Genre-, Pferde- und Schlachtenmaler polnischer Abstammung, Künstler der Düsseldorfer Malerschule († 1888)